# Buckellacris
Buckellacris är ett släkte av insekter. Buckellacris ingår i familjen gräshoppor.
Kladogram enligt Catalogue of Life:
| Buckellacris | \| \| Buckellacris chilcotinae \| \| \| \| \| \| Buckellacris hispida \| \| \| \| \| \| Buckellacris nuda \| \| \| \| |
|              | \| \| Buckellacris chilcotinae \| \| \| \| \| \| Buckellacris hispida \| \| \| \| \| \| Buckellacris nuda \| \| \| \| |
|              | Buckellacris chilcotinae                                                                                              |
|              | |
|              | Buckellacris hispida                                                                                                  |
|              | |
|              | Buckellacris nuda |
|              | |